# Fiara din peșteră
„Fiara din peșteră” (titlu original „The Beast in the Cave”) este o povestire a scriitorului american de ficțiune de groază Howard Phillips Lovecraft. Prima versiune a fost scrisă în primăvara anului 1904, iar versiunea finală a fost terminată în aprilie 1905, când Lovecraft avea paisprezece ani. A fost publicată pentru prima dată în numărul din iunie 1918 al publicației de jurnalism amator The Vagrant, acesta fiind echivalentul unui fanzin bine editat de astăzi. Povestea trebuie privită ca un exemplu de literatură juvenilă a lui Lovecraft și este clasificată ca atare în colecțiile lucrărilor sale.
În anii 1930, Lovecraft a trimis uneori o copie dactilografiată tinerilor săi corespondenți promițători, ca exemplu a ceea ce a produs la vârsta lor și, de asemenea, ca un prim exercițiu de rescriere. În felul acesta, el își dădea seama cel mai bine câtă imaginație și promisiune aveau cu adevărat.

## Rezumat
Un bărbat care face turul în vasta Peșteră a Mamutului se desparte de ghidul său și se pierde. Torța i se stinge și renunță la speranța de a găsi o cale de ieșire în întuneric, când aude pași ciudați ne-umani apropiindu-se de el. Crezând că este un leu de munte rătăcit sau o altă fiară de acest fel, ridică o piatră și o aruncă spre sursa sunetului. Bestia este lovită și se mototolește pe podea. Ghidul îl găsește pe protagonist și împreună examinează creatura căzută cu lumina torței ghidului. Creatura mormăie în ultimele sale respirații și ei îi văd fața. Ei descoperă un om palid, deformat, care se pierduse și el în peșteră cu mulți ani în urmă.

## Teme
Ca și cealaltă povestire juvenilă a sa, „Alchimistul” (1908), „Fiara din peșteră” conține deja temele sale obsedante dezvoltate ulterior ca adult: imaginea labirintului subteran, a monstrului, a crudității tulburi.